# HBO On Demand
HBO On Demand (oficjalny skrót HBO OD) – serwis typu wideo na życzenie, oferujący dostęp do filmów, seriali oraz programów z oferty kanałów HBO i Cinemax.
Dostęp do serwisu HBO OD jest możliwy poprzez dekoder telewizji cyfrowej u wybranych operatorów satelitarnych, kablowych i IPTV oferujących telewizję cyfrową. HBO On Demand jest usługą typu sVOD i umożliwia abonentom dostęp do wybranych programów niezależnie od emisji telewizyjnej w pakiecie kanałów HBO. Oferta dostępnej biblioteki tytułów jest aktualizowana co tydzień. Serwis HBO OD dostępny jest dla abonentów mających wykupiony dostęp do pakietu kanałów HBO. Wysokość abonamentu za usługę jest zależna od operatora (w pakiecie z pozostałymi kanałami telewizyjnymi stacji HBO).
Usługa HBO on Demand zadebiutowała 1 lipca 2001 w Stanach Zjednoczonych. Polska jest drugim państwem Europy Środkowej, w którym usługa została uruchomiona. Początkowo w Polsce usługa nosiła nazwę HBO Digital. Pierwszym operatorem, który umożliwił swoim abonentom dostęp do serwisu była platforma Cyfra+. Pod tą samą nazwą usługa pojawiła się również w Jambox. Z kolei 1 kwietnia 2010 roku HBO Central Europe wprowadził tę usługę już pod nazwą HBO On Demand do oferty sieci kablowej UPC Polska. W lipcu 2010 nazwa usługi została ujednolicona u wszystkich operatorów.
W Polsce obok serwisu HBO OD, nadawca oferuje również dostęp do serwisu internetowego HBO GO.